# Bas Heerkens
Bas Heerkens is een Nederlands acteur. Heerkens kreeg vooral naamsbekendheid door zijn rol als Hein Lisseberg in de RTL 4-soap Goede tijden, slechte tijden. Hij speelde ook in het theater.

## Filmografie
- Jungleboek (1993) - Buldeo (bijrol, 2 afl.)
- Het laatste glas melk (1995) - onbekend (bijrol)
- Recht op Recht (2000) - Laurens Rietdekker (gastrol, 1 afl.)
- Rozengeur & Wodka Lime (2002) - personeelchef (gastrol, 1 afl.)
- Ernstige Delicten (2003) - Reinout van Dalen (gastrol, 1 afl.)
- Onderweg naar Morgen (2006) - rechercheur (gastrol, 1 afl.)
- Goede tijden, slechte tijden (2007) - Dominee
- Van Speijk (2007) - Pieter Luijters (gastrol, 1 afl.)
- SpangaS (2013) - landsadvocaat (gastrol, 2 afl.)
- Flikken Maastricht (2014) - Bert Luppens (aflevering #8.4 Mineur)
- Celblok H (2014) - cipier (aflevering De binnendringer, 1 afl.)
- Bureau Raampoort (2015) - Pieter van Donkeren (gastrol, 1 afl.)
- Goede tijden, slechte tijden (2016, 2019) - Hein Lisseberg (Bijrol, 34 afl.)
- De Maatschap (2016) - Willem Holleeder
- Flikken Rotterdam (2017) - Timo van Schie (gastrol, 1 afl.)
- Killer Carnival (2019) - Henk
- Flikken Maastricht (2020) - Lucas Kortbeek (aflevering #14.6 Jazz, 1 afl.)
- Judas (televisieserie) (2022) - Peter La Serpe
- Nood (serie) (2023) - Hans Tichelaar (aflevering #2.1 Stalker, 1 afl. )
- De drakenprins (2018) - Virel